# Raabs (Pfarrherrschaft)
Die Pfarrherrschaft Raabs war eine Grundherrschaft im Viertel ober dem Manhartsberg im Erzherzogtum Österreich unter der Enns, dem heutigen Niederösterreich.

## Ausdehnung
Die Herrschaft umfasste zuletzt die Ortsobrigkeit über Pfaffendorf und Pyhra. Der Sitz der Verwaltung befand sich in der Pfarre in Raabs an der Thaya.

## Geschichte
Letzter Inhaber der Pfarrherrschaft war Michael Schuhmacher, Pfarrer und Domherr in Raabs, bevor diese in den Reformen 1848/1849 aufgelöst wurde.